# Créole Crème
Pour les articles homonymes, voir Créole (homonymie) et Crème.
Le Créole Crème (Creole cream, en anglais) est un cocktail créole des Antilles, à base de rhum, vermouth blanc, jus de citron, sirop de grenadine, et Angostura bitters. Variante entre autres des ouragan, Martini (cocktail), Vodka martini, ou Vesper... 

## Histoire

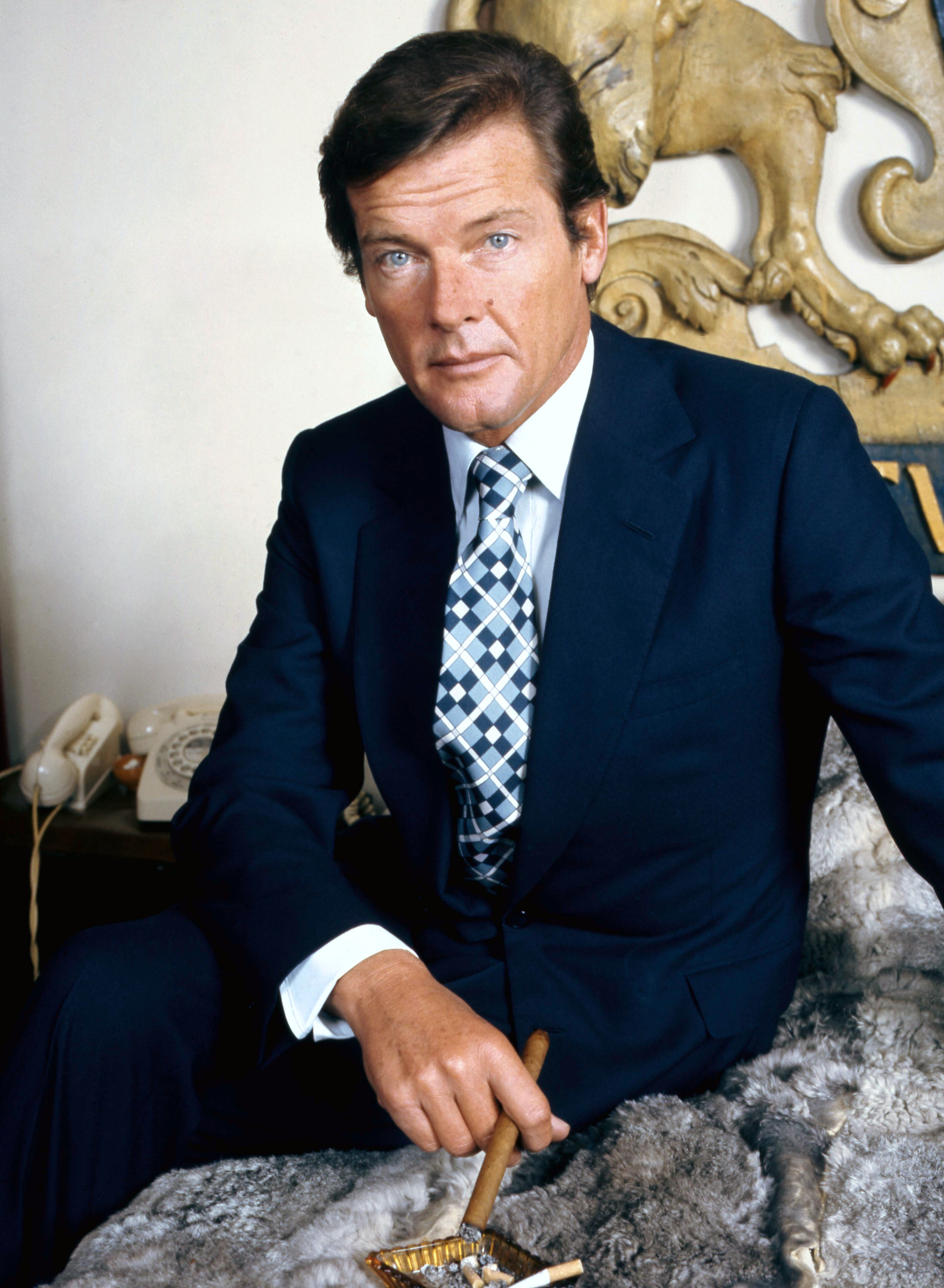
Roger Moore (Lord Brett Sinclair de la série Amicalement vôtre)

Lord Brett Sinclair (joué par Roger Moore) en donne la recette au barman de l'Hôtel de Paris Monte-Carlo de Monaco, dans le premier épisode de la série télévisée britannique Amicalement vôtre de 1971 « une gorgée de rhum blanc, ajoutez un peu de citron, un tiers de Vermouth frais et non glacé, et une petite dose de grenadine. Agitez longuement, ajoutez de la glace pilée, agitez, et servez dans une coupe, et mettez une olive. ». Il y fait la connaissance de Danny Wilde (joué par Tony Curtis) avec qui il se chamaille sévèrement à propos de leurs divergences de bon goût sur la quantité de une ou deux olives à ajouter à ce cocktail,.
Ce cocktail est une variante des Martini (cocktail), Vodka martini, ou Vesper, rendus célèbres à titre de cocktails favoris de James Bond 007, également interprété entre autres par Roger Moore (romans et films de James Bond).

## Recette
Mélangez les ingrédients au shaker, puis servez dans un verre à cocktail, avec une ou deux olives,.
- 4 cl de rhum blanc
- 2 cl de vermouth blanc
- 1 cl de sirop de grenadine
- 1 trait de jus de citron
- 1 trait d'Angostura bitters
- 1 ou 2 olives

## Télévision
- 1971 : Amicalement vôtre, premier épisode, avec Roger Moore et Tony Curtis[3].